# Liste des édifices labellisés « Patrimoine du XXe siècle » d'Indre-et-Loire
Cet article recense les monuments historiques protégé au titre du Patrimoine du XXe siècle du département d'Indre-et-Loire, en France,.

## Statistiques
Au 31 décembre 2010, le département d'Indre-et-Loire compte 1 immeuble protégé du patrimoine du XXe siècle.

## Liste
| Monument        | Commune | Adresse               | Coordonnées                      | Notice         | Protection | Date | Illustration               |
| --------------- | ------- | --------------------- | -------------------------------- | -------------- | ---------- | ---- | -------------------------- |
| Imprimerie Mame | Tours   | 51 boulevard Preuilly | 47° 23′ 36″ nord, 0° 40′ 09″ est | « PA37000009 » | Inscrit    | 2000 | Image manquante Téléverser |